# Eurosia trimacula
Eurosia trimacula là một loài bướm đêm thuộc phân họ Arctiinae, họ Erebidae.